# Söderkobben (Kökar, Åland)
Söderkobben är ett skär i Åland (Finland). Det ligger i den sydöstra delen av landskapet, 70 km öster om huvudstaden Mariehamn.
Terrängen runt Söderkobben är mycket platt. Trakten är glest befolkad. Närmaste större samhälle är Kökar, 18,3 km väster om Söderkobben. 
På skäret finns Söderkobbs fyr.